# Jaszczurka perłowa
Jaszczurka perłowa, jaszczurka perlista (Timon lepidus) – gatunek jaszczurki z rodziny jaszczurek właściwych (Lacertidae); jej największy przedstawiciel.

## Charakterystyka
Jest jednym z najbardziej intensywnie ubarwionych gadów w Europie. Po bokach jest pokryta zieloną łuską z licznymi, niebieskimi plamkami. Oprócz tego niektóre osobniki mają na grzbiecie wzór przypominający ślimaka. Jaszczurka perłowa osiąga do 75 cm długości (24 cm od czubka pyska do kloaki).

## Występowanie
Występuje w południowo-zachodniej Europie – w południowej Francji, Hiszpanii, Portugalii, Andorze oraz północno-zachodnich Włoszech (dawniej do tego gatunku włączano również północnoafrykańskie jaszczurki klasyfikowane obecnie jako Timon pater). Populacje z Gibraltaru i Monako wymarły. W południowych Alpach i w Pirenejach można ją spotkać do 1000 m n.p.m., a w górach południowej Hiszpanii aż do 2500 m n.p.m. Zamieszkuje suche tereny, porośnięte krzaczastą roślinnością oraz sterty kamieni i ruiny starych budowli.

## Pożywienie
Jej pożywieniem są drobne zwierzęta – różne gatunki owadów, pajęczaki, ślimaki, niewielkie gryzonie, małe pisklęta oraz węże i inne, mniejsze jaszczurki.
Polują na nią głównie ptaki drapieżne.

## Rozmnażanie
Okres godowy trwa od kwietnia do czerwca. Samice składają od 10 do 20 jaj w wykopanych dołkach. Pod koniec lata wykluwają się młode jaszczurki. Jaszczurki perłowe osiągają dojrzałość płciową po 3 latach.